# Grand Lake Towne
Grand Lake Towne – miasto w Stanach Zjednoczonych, w stanie Oklahoma, w hrabstwie Mayes.